# Jonas Nay
Jonas Nay, född 20 september 1990 i Lübeck, är en tysk skådespelare. Han är mest känd för huvudrollen i tv-serien Deutschland 83 samt för sin roll i Tannbach – ett krigsöde. Han har vunnit priser för sin medverkan i tv-filmerna Homevideo från 2011, Hirngespinster 2014, Tannbach samt för huvudrollen i Deutschland 83.

## Tv-serier/filmer (urval)
- 2011: Homevideo
- 2014: Hirngespinster
- 2015: Tannbach – ett krigsöde Säsong 1
- 2015: We Are Young. We Are Strong
- 2015: Deutschland 83
- 2018: Tannbach – ett krigsöde Säsong 2
- 2018: Deutschland 86
- 2020: Deutschland 89
- 2020: Persian Lessons
- 2023 – Transatlantic (TV-serie)